# Ligne de Cannes-la-Bocca à Grasse
La ligne de Cannes-la-Bocca à Grasse est une ligne de chemin de fer française à voie unique de 16,6 km de long située dans le département des Alpes-Maritimes. Elle relie la gare de Cannes-la-Bocca située sur la ligne de Marseille-Saint-Charles à Vintimille (frontière) à la sous-préfecture de Grasse.
Ouverte en 1871 par la Compagnie des chemins de fer de Paris à Lyon et à la Méditerranée (PLM), elle sert de terrain d'expérimentation de 1910 à 1914 à l'électrification en courant monophasé 12 kV-25 Hz, avant d'être fermée au trafic des voyageurs en 1938. Elld est rouverte partiellement quarante ans plus tard, en 1978, entre Cannes-la-Bocca et Ranguin, mais son trafic voyageurs est de nouveau suspendu en 1995. Dix ans plus tard, en 2005, elle est rouverte à ce trafic, cette fois sur la totalité de son parcours, après sa modernisation et son électrification en courant monophasé 25 kV-50 Hz.
La ligne est parcourue par les TER reliant Grasse à Vintimille. Le dernier trafic marchandises a cessé au cours des années 2010.
Elle constitue la ligne no 944 000 du réseau ferré national.

## Histoire

### Chronologie
- 13 novembre 1871 : ouverture de ligne
- 1910 - 1914 : électrification expérimentale en 12 kV-25 Hz de la section de Mouans-Sartoux à Grasse
- 2 octobre 1938 : fermeture au trafic des voyageurs
- 27 mai 1978 : réouverture au trafic des voyageurs de la section de Cannes-la-Bocca à Ranguin
- février 1991 : limitation du trafic marchandises à l'EP CAAT (pk 7+890)
- 26 novembre 1995 : fermeture au trafic voyageurs de la section de Cannes-la-Bocca à Ranguin
- 26 mars 2005 : réouverture au trafic voyageurs de la ligne de Cannes-la-Bocca à Grasse
- Années 2010 : fin du trafic marchandises de l'EP CAAT

### La desserte de Grasse
Lors de la phase de conception de la liaison de Marseille à Nice, deux tracés sont en compétition, l'un suivant pour l'essentiel le littoral, et l'autre passant plus à l'intérieur des terres. La ville de Grasse milite pour ce dernier itinéraire, comme la plupart des villes de l'arrière-pays varois, mais c'est finalement le tracé du littoral qui est retenu.
Cette ligne est déclarée d'utilité publique par un décret impérial du 14 juin 1861. Elle est concédée à la Compagnie des chemins de fer de Paris à Lyon et à la Méditerranée (PLM) par une convention entre le Ministre secrétaire d'État au département de l'agriculture, du commerce et des travaux publics et la compagnie signée le 1er mai 1863. Cette convention est approuvée par un décret impérial le 11 juin 1863. L'inauguration est prévue au printemps 1871, mais la guerre franco-allemande de 1870 retarde l'ouverture. Afin de faciliter l'exploitation de la ligne, une seconde voie est posée sur la ligne de Marseille à Vintimille de la gare de Cannes à la gare de bifurcation de Cannes-la-Bocca. La ligne de Cannes-la-Bocca à Grasse est ouverte à l'exploitation le 13 novembre 1871.

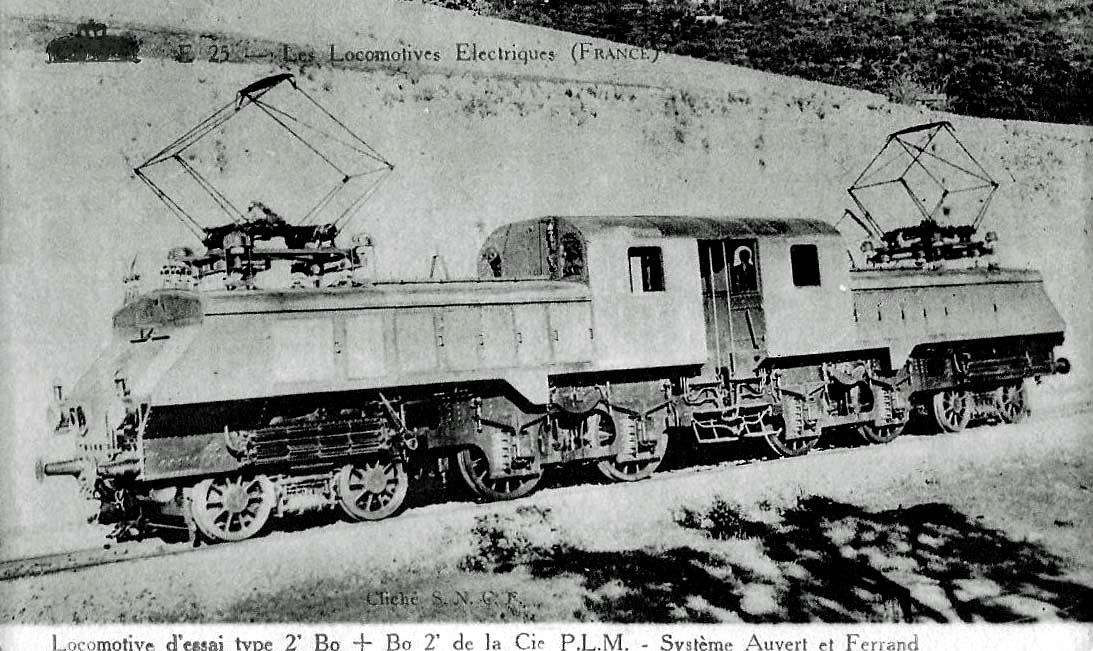
Prototype de locomotive articulée 2'Bo+Bo2' de 1910 qui testa avec succès le monophasé 25 Hz entre Grasse et Mouans-Sartoux.

En 1903, une voie d'évitement est posée à Mouans-Sartoux afin de permettre le croisement des trains. Afin d'expérimenter la traction électrique, à l'automne 1909, une section de la ligne est équipée d'une ligne aérienne légère par l'entreprise suisse Alioth, alimentée en courant monophasé à la tension de 12 kV - 25 Hz, sous les directives des ingénieurs Auvert et Ferrand. Le 14 juin 1910, le ministre des Travaux Publics autorise le démarrage de l'expérimentation ; les premiers essais ont lieu à l'automne 1910 entre Mouans-Sartoux et Grasse, après la réception à Grasse de la locomotive prototype, de type 2B+B2, livrée par le constructeur bâlois et tractée préalablement depuis Cannes par une locomotive à vapeur. Une campagne d'essais nocturnes est mise en œuvre, au cours de laquelle la locomotive prototype tracte des fourgons, soit une charge atteignant de 200 à 300 tonnes sur la rampe terminale de la ligne. Malgré les bons résultats de l'expérimentation, elle n'est pas poursuivie sur la ligne et ne connaît pas de suite ailleurs, la caténaire étant démontée peu après, probablement dès 1914.
La ligne est fermée au trafic des voyageurs le 2 octobre 1938.

### Réouverture puis refermeture de Cannes à Ranguin
Au début des années 1970, une association locale, relayée par des élus locaux, demande la réouverture de la ligne en raison de la saturation progressive du réseau routier en corrélation avec l'urbanisation croissante de Cannes et de ses environs. La mobilisation est à l'origine de la création d'un syndicat intercommunal des transports publics (SITP) et des travaux sont lancés pour moderniser la ligne. Toutefois ces travaux se limitent à Ranguin, compris dans le périmètre des transports urbains de Cannes, pour une raison purement administrative de compétence territoriale.
En plus de la halte existante de Cannes-la-Bocca, deux nouveaux arrêts sont aménagés aux Bosquets et à La Frayère pour desservir ces nouveaux quartiers. Les travaux de modernisation, d'un montant total de cinq millions de francs, portent sur la voie, la signalisation, les passages à niveau et les gares, avec création d'une voie de garage à Ranguin. À leur issue, la voie permet une vitesse de 80 km/h et, pour la première fois en France, une collectivité achète un autorail de type X 4630 pour un coût de 3,5 millions de francs. Celui-ci, numéroté X 94630 et basé au dépôt de Marseille, arbore une livrée originale à base de bleu azur et de jaune mimosa. Il offre 149 places assises en classe unique et son exploitation est confiée à la SNCF.
La ligne est rouverte partiellement au trafic voyageur entre Cannes et Ranguin le 27 mai 1978 à raison de douze allers-retours quotidiens, avec un temps de parcours de douze minutes et une tarification spécifique. La desserte est exploitée sous un statut original par le SITP de Cannes et du Cannet, avec un conducteur de la SNCF, mais un agent d'accompagnement (contrôle et receveur) du syndicat intercommunal. À la fin de l'année, la fréquentation quotidienne varie alors entre 500 et 800 voyageurs par jour. Mais le trafic connaît une érosion progressive et la fermeture du service est finalement envisagée pour l'été 1996. Le 26 novembre 1995, lors de la vague de grandes grèves en France, le trafic des voyageurs est suspendu et ne reprend pas. L'autorail est racheté par la SNCF qui le modernise et l'affecte au TER Picardie sous le numéro X 4744,.

### Remise en service de Cannes à Grasse
Après avoir été rénovée et électrifiée, la ligne a été remise en service dans sa totalité le 26 mars 2005. Les travaux s'inscrivant dans un projet global de liaison Grasse-Nice, d'un montant total de 107 millions d'euros, ont été financés à hauteur de 25 % par l'État dans le cadre du contrat de plan État-région 2002-2006 (CPER).
La ligne est fermée durant quatre mois, du 8 mars 2013 au 7 juillet 2013, à la suite d'un glissement de terrain survenu à hauteur de la tête nord du tunnel de Ranguin. Environ 2 000 voyageurs fréquentent régulièrement la ligne à cette date.
Elle est à nouveau fermée du 11 décembre 2016 au 10 décembre 2017 pour permettre la réalisation de plusieurs chantiers par SNCF Réseau,. Les améliorations permettent une desserte cadencée à la demi-heure pendant les périodes de pointe, à l’heure le reste du temps sauf un creux de deux heures à la mi-journée. Les travaux permettent :
- la création d'une zone d'évitement en gare du Bosquet,
- l'agrandissement des quais voyageurs des gares de Mouans-Sartoux et de Grasse ainsi que des haltes du Bosquet, La Frayère et Ranguin à 220 m,
- le remplacement du passage à niveau no 5 de Mouans-Sartoux par un pont-rail et la fermeture du passage à niveau privé no 7a.

## Caractéristiques

### Tracé
La ligne, à voie unique et longue de 16,6 kilomètres, se débranche de la ligne de Marseille-Saint-Charles à Vintimille (frontière) en gare de Cannes-la-Bocca, à 4 m d'altitude et 2,5 km côté Marseille de la gare de Cannes-Voyageurs. Elle frôle le bâtiment des voyageurs de la Bocca, gare desservie de 1871 à 1995 mais plus depuis la réouverture en 2005 en l'absence de quai. La ligne s'incurve immédiatement vers le nord et commence son ascension de la colline de la Croix-des-Gardes en rampe de 9 à 13 ‰. Après avoir desservi les haltes du Bosquet puis de La Frayère, elle atteint le tunnel du Mas-Rouge, long de 99 mètres, puis dessert la gare de Ranguin.

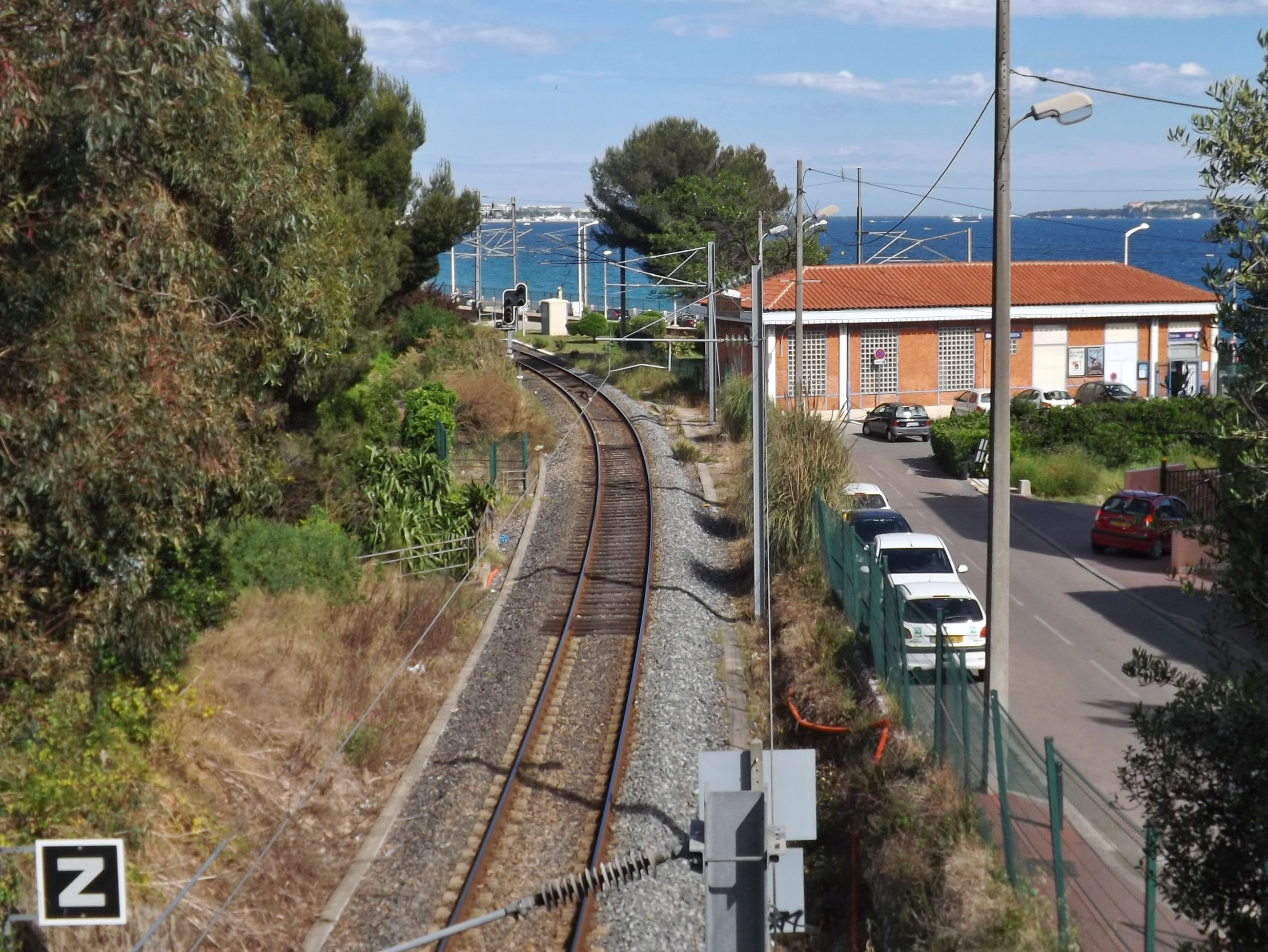
Extrémité de la ligne à Cannes-la-Bocca.

Après avoir franchi l'autoroute A8 par un viaduc, la ligne atteint rapidement le tunnel de la Ferme de Ranguin, long de 50 mètres, puis grimpe encore en rampe de 19 ‰ et franchit la route nationale 85 par un passage inférieur avant d'atteindre la gare de Mouans-Sartoux, située en palier. Elle reprend alors son ascension jusqu'à Grasse. Après s'être réorientée vers l'ouest, la ligne franchit le canal de la Siagne et atteint alors son terminus en gare de Grasse, située à 211 mètres d'altitude et comportant trois voies à quai, après une dernière rampe atteignant 20 ‰,.
Exploitée sous le régime de la voie banalisée et équipée d'une liaison radio sol-train GSM-R, c'est une ligne au mauvais profil, les déclivités atteignent 25 ‰. Le rayon minimum des courbes est de 301 m. La vitesse des trains y est limitée à 90 km/h de Cannes-la-Bocca au point kilométrique 8,3, puis à 100 km/h au-delà jusqu'à Grasse. Elle est électrifiée en 25 kv - 50 Hz (mise sous tension le 21 octobre 2004), l'alimentation étant contrôlée par le régulateur sous-stations de Marseille. L'alimentation est réalisée à partir de la sous-station de Cannes-Marchandises. Le contrôle de vitesse par balises (KVB) a été installé.
La gare de Mouans-Sartoux et la gare du Bosquet à Cannes sont équipées d'une voie d'évitement qui permet le croisement des trains,. Par ailleurs, la future LGV Provence devrait normalement croiser la ligne avec une gare de correspondance.

## Exploitation

### Trafic des voyageurs
Après l'ouverture de la ligne, la desserte prend sa forme définitive le 21 janvier 1872. Le service est ouvert aux voyageurs des trois classes et est assuré par quatre allers-retours omnibus quotidiens, les 19 kilomètres séparant la gare de Cannes de celle de Grasse sont parcourus en 35 minutes avec un seul arrêt intermédiaire à Mouans-Sartoux, à la vitesse commerciale de 35,57 km/h. Les trains quittent Grasse à 5 h 57 du matin, 12 h 37, 18 h 07 et 21 h 37.
Au début du XXe siècle, la vogue du tourisme hivernal se développe et diverses améliorations sont alors apportées par l'exploitant. La hausse régulière de fréquentation, avec par exemple 195 117 voyageurs enregistrés en gare de Grasse en 1896, pousse le P.L.M. à étoffer sa desserte et à assurer sept, puis huit allers-retours journaliers lors de la saison d'hiver. Toutefois le trafic plus faible l'été conduit l'exploitant à supprimer systématiquement un aller-retour durant le service estival, ce qui amène les communes à réclamer son maintien toute l'année. Le service repose sur six allers-retours omnibus auxquels s'ajoutent un train semi-direct de fin de soirée. Le temps de parcours s'allonge et atteint 45 minutes à la vitesse moyenne de 25,33 km/h avec des arrêts à la Bocca, Ranguin, Mougins, Mouans et Le Plan. En 1903, les voitures à deux essieux et portières latérales, remontant à l'ouverture de la ligne, sont remplacées par des voitures modernes métallisées à deux ou trois essieux permettant la composition de trains légers omnibus.
En 1930, la vitesse commerciale des trains n'a pas évolué et ne dépasse pas 28,5 km/h à la montée et 33,5 km/h à la descente. L'exploitation est réalisée avec cantonnement téléphonique et par traction vapeur avec des machines-tender 232 AT et BT, ensuite remplacées par des 242 AT du dépôt de Nice.
Au début des années 1930, le développement des services routiers vient fortement concurrencer la relation ferroviaire : en 1931, une ligne reliant Le Plan à Cannes apparaît, puis l'année suivante une autre société ouvre une ligne reliant Grasse à Antibes par la route nationale 85. La clientèle se tourne progressivement vers ces nouvelles relations, qui évitent la fastidieuse correspondance par le funiculaire entre la ville haute et la ville basse où se situe la gare. De 1933 à 1938, l'exploitation devient mixte « rail-route », avec un service ferroviaire complété par un service routier, exploité par la compagnie ferroviaire elle-même. À l'horaire d'hiver d'octobre 1933, trois trains omnibus ouverts aux trois classes sont maintenus, épaulés par un quatrième train mixte comportant des wagons de marchandises à horaire détendu en conséquence dans le sens de la montée.
En 1936, seules trois navettes ferroviaires quotidiennes subsistent, classées « trains légers de première catégorie », l'essentiel du trafic étant dorénavant assuré par le service routier de la Société auxiliaire de transports du réseau Paris-Lyon-Méditerranée dite T.P.L.M dont l'offre est portée de cinq à huit navettes quotidiennes depuis l'horaire d'été 1935. Ce dernier relie Grasse à Cannes en 35 minutes, avec un départ situé non plus à la gare mais sur l'avenue Thiers, à proximité de la place de la Foux, où se situe un bureau de ville chargé des opérations commerciales. Des arrêts intermédiaires sont situés au Four-à-Chaux, aux Baraques, à Mouans-Sartoux, Plan-de-Grasse et Les Quatre-Chemins. Le 2 octobre 1938, la nouvelle SNCF supprime la desserte ferroviaire devenue squelettique et transfère sur route la desserte des voyageurs, quelques mois après la fermeture du funiculaire de Grasse.
Le contrat de projets État-région 2007-2013 prévoit une amélioration de la ligne afin de pouvoir proposer un cadencement à la demi-heure toute la journée, seconde phase après sa réouverture en 2005 offrant un train par heure et par sens. L'augmentation de la fréquence des trains nécessite l'aménagement de la halte du Bosquet avec pose d'une seconde voie d'évitement à quai, un allongement des quais afin de permettre la circulation de train plus longs et la suppression du passage à niveau no 5 à Mougins et Mouans-Sartoux, ainsi que le passage à niveau privé no 7A à Grasse, afin d'améliorer la sécurité et la régularité des circulations. Une phase de concertation s'est déroulée entre le 7 et 30 septembre 2009, puis l'enquête d'utilité publique s'est tenue du 13 février au 16 mars 2012. Le projet a été déclaré d'utilité publique par le Préfet des Alpes-Maritimes le 10 août 2012.
En 2014, la ligne est desservie à horaire cadencé à raison d'un train par heure et par sens toute la journée, de 6 h 00 du matin à minuit environ, par des éléments de type TER 2N, de première génération (Z 23500) et de nouvelle génération (Z 24500). La fréquence atteint approximativement la demi-heure, non cadencée, aux heures de pointe du matin, et l'ensemble des circulations assure une desserte omnibus de Grasse à Vintimille. Le temps de parcours moyen entre les gares de Cannes et de Grasse est de trente-deux minutes.
La fin du plan 2007-2013 est réalisé durant l'année 2017, entraînant la suppression de tout trafic ferroviaire durant cette période. Depuis la fin des travaux, la ligne est desservi par des Z 24500 et Z 55500.

### Trafic des marchandises
À partir d'octobre 1938, seul le trafic des marchandises est assuré sur la ligne, remorqué par une locomotive à vapeur de type 242 TA. En 1965, la traction vapeur laisse la place à la traction diesel, avec les locomoteurs Y 51121 et Y 51123, remplacés plus tard par une locomotive de type BB 63000 de Marseille. Cependant, le trafic ne cesse de diminuer d'années en années et, en février 1991, à la suite des méfaits de la « Fercamisation », le trafic se limite à la desserte de la CAAT (Côte d'Azur Auto Transport), filiale de STVA gérant une plate-forme de réception et de stockage de voitures neuves, située au pk 7+890 à Ranguin et qui dispose d'un embranchement particulier depuis 1985. Plus aucun train ne circule régulièrement au-delà vers Grasse,.
Durant les années 1990 et 2000, le trafic de la CAAT porte sur deux navettes de début et de fin de matinée d'un tonnage ne dépassant pas 480 tonnes et tractées par une BB 63500 de Marseille. L'embranchement voit transiter 3 000 wagons chaque année en provenance du Havre, Batilly, Corbehem, Creutzwald, Douzies, Les Mureaux et Le Boulou (Espagne). La desserte de cet embranchement particulier cesse au cours des années 2010, le trafic étant intégralement transféré sur route. Depuis cette période, il n'existe plus de trafic marchandises régulier sur la ligne.

## Perspectives
La pose connexe d'une troisième voie entre Antibes et Cagnes-sur-Mer sur la ligne de Marseille-Saint-Charles à Vintimille permettra d'offrir, à terme, un train cadencé à la demi-heure entre Grasse et Nice.